# Centaurea ognjanoffii
Centaurea ognjanoffii — вид квіткових рослин родини айстрових (Asteraceae). Ареал: Сербія, Косово, Болгарія.